# Антонюк, Валентина Гениевна
Валентина Гениевна Антонюк (род. 23 сентября 1954, село Новоекатериновка Старобешевского района Сталинской области) — советская и украинская певица (сопрано), поэтесса, прозаик, искусствовед. Народная артистка Украины (2020).

## Биография
В 1980 г. окончила Киевскую консерваторию по классу профессора Н. К. Кондратюка (пение) и З. Е. Лихтман (камерный класс).
Преподавала в киевском Университете культуры. С 1995 ассистент в классе Н. К. Кондратюка, впоследствии профессор кафедры сольного пения Национальной музыкальной академии Украины им. П. И. Чайковского Киев).
Профессор, доктор культурологии, член Национальных Союзов писателей и театральных деятелей Украины, а также Всеукраинского Музыкального Союза.

## Награды и звания
- Заслуженная артистка Украины (1992)
- Народная артистка Украины (2020)
- Академик Международной педагогической академии стран СНГ(2000)
- Академик Академии педагогических и социальных наук ЮНЕСКО (2009)
- Орден «Маэстро» Киевского международного фестиваля документальных фильмов (2009).